# Hipposideros obscurus
Hipposideros obscurus је сисар из реда слепих мишева и фамилије Hipposideridae.

## Угроженост
Ова врста није угрожена, и наведена је као последња брига јер има широко распрострањење.

## Распрострањење
Ареал врсте је ограничен на једну државу. 
Филипини су једино познато природно станиште врсте.

## Станиште
Станишта врсте су шуме и пећине.